# شعار تبلیغاتی

شعار اپل بین سال‌های ۱۹۹۷ تا ۲۰۰۲: «متفاوت فکر کنید»

شعار تبلیغاتی یا اسلوگان (انگلیسی: Slogan) عبارت یا شعاری است که در زمینه‌های گوناگون تجاری، سیاسی، مذهبی و.. به کار می‌رود و فلسفهٔ پشت یک نهاد یا برند را تکرار و یادآوری می‌کند. به شعارهایی که در بازاریابی محصول به کار می‌روند، اصطلاحاً در ایالات متحده تگ‌لاین (tagline) و در بریتانیا استرپ‌لاین (strapline) گفته می‌شود.
شعار عبارتی به یاد ماندنی است که در یک بافت قبیله ای، سیاسی، تجاری، مذهبی و غیره به عنوان بیان تکراری یک ایده یا هدف با هدف متقاعد کردن افراد جامعه یا یک گروه هدف تعریف شده تر استفاده می‌شود. فرهنگ لغت انگلیسی آکسفورد شعار را به عنوان «یک عبارت کوتاه، قابل توجه یا به یاد ماندنی که در تبلیغات استفاده می‌شود» تعریف می‌کند.

## در تظاهرات
شعارها برای قرن‌ها به‌طور گسترده در اعتراضات استفاده شده‌اند، اما استفاده از آن‌ها به‌طور قابل توجهی با ظهور رسانه‌های جمعی، به‌ویژه پس از اختراع چاپخانه گوتنبرگ و سپس رسانه‌های جمعی مدرن در اوایل قرن بیستم، افزایش یافت. نمونه‌ای از استفاده از شعارها در دوران باستان، شورش نیکا است که در آن فریاد "نیکا!" (به معنی "پیروزی" در یونانی) به‌عنوان ابزاری برای تجمع استفاده شد و تقریباً امپراتوری بیزانس تحت سلطنت ژوستینین اول را سرنگون کرد. قدرت شعارها توسط بسیاری از چهره‌های سیاسی به رسمیت شناخته شده است، از جمله دیکتاتورها. به عنوان مثال، در کتاب ''نبرد من'' آدولف هیتلر بر اهمیت تکرار مداوم همان نکات بدون توجه به درستی فلسفی یا واقعیت‌های آن‌ها تأکید می‌کند و استفاده از "دروغ‌های بزرگ" در سیاست را توصیه می‌کند.
پایه این اثر تبلیغاتی ساده توسط رژیم‌های نازی و شوروی، همان‌طور که در پوسترهای تبلیغاتی آن‌ها دیده می‌شود، استفاده شد. در مقابل، شعارها اغلب در دموکراسی‌های لیبرال و همچنین سازمان‌های مردمی در محیط‌های کمپینی استفاده می‌شوند. با افزایش سرعت و حجم اطلاعات در عصر مدرن، شعارها به یک عنصر ثابت در هر کمپینی تبدیل شده‌اند و اغلب توسط اتحادیه‌ها در زمان اعتصاب به‌کار می‌روند تا خواسته‌های خود را به‌طور فوری روشن کنند.
این موضوع توسط بسیاری از دانشمندان مورد توجه قرار گرفته است؛ به عنوان مثال، نوآم چامسکی در کتاب تولید رضایت به ادغام نگران‌کننده رسانه‌ها و واقعیت اشاره می‌کند. چامسکی این مبنا و همچنین خطرات بالقوه آن را به‌ویژه در زمینه شرکت‌ها و تولید تبلیغاتی که یا به دنبال تقویت یا حذف بیننده است، مورد بحث قرار می‌دهد تا ذهنیت گروهی ایجاد کند با هدف تشویق بیننده به مصرف. در حالی که تولید رضایت به استفاده از شعارها در زمینه تبلیغات ملی می‌پردازد، چامسکی استدلال می‌کند که تبلیغات ملی و سرمایه‌داری به‌طور ذاتی به هم پیوسته‌اند و به‌طور واضح از هم متمایز نیستند. این شعارها اغلب در کمپین‌های اطلاعات نادرست به‌کار می‌روند، زیرا آن‌ها شکل‌های سریع و فوری تبلیغات هستند که به‌خوبی با شکل‌های مدرن رسانه‌های اجتماعی سازگارند. نویسندگان پیشین مانند جورج اورول نیز به استفاده مؤثر از شعارهای سریع و غیرانتقادی برای تولید جمعیتی مطیع اشاره می‌کنند، که عمدتاً در کتاب ۱۹۸۴ به‌عنوان انتقادی عمومی از دستکاری زبان نوشته شده است.

### در سیاست و در نژادستیزی
شعارها اغلب به‌عنوان روشی برای بی‌انسانی کردن گروه‌های مختلف مردم استفاده می‌شوند. در ایالات متحده، با شدت گرفتن تب ضدکمونیسم در دهه ۱۹۵۰، عبارت "مرده بهتر از قرمز" به‌عنوان یک شعار ضدکمونیستی محبوب در ایالات متحده به‌ویژه در دوران مک‌کارتی تبدیل شد.
آذری‌های ترکی‌زبان در ایران با شعارهایی مانند به این مورد تمسخر گرفته می‌شوند - ترک‌ها تاج سرند، فارسهاها ترک خرند.